# Cricotopus tibialis
Cricotopus tibialis är en tvåvingeart som först beskrevs av Johann Wilhelm Meigen 1804.  Cricotopus tibialis ingår i släktet Cricotopus och familjen fjädermyggor.
Artens utbredningsområde är Northwest Territories, Kanada. Arten är reproducerande i Sverige. Inga underarter finns listade i Catalogue of Life.